# Bride (banda)
Bride es una banda de Christian Metal formada en los años 80, por los hermanos  Dale y  Troy Thompson. A pesar de ser criticada por sus cambios bruscos en el estilo, la banda ha permanecido siendo en gran medida popular en los  Estados Unidos y otros lugares como Brasil.

## Historia de la banda
Bride fue formada en Louisville, Kentucky en los años 80, por los hermanos  Dale y  Troy Thompson. A juzgar por el nombre de Matrix, en un primer momento, los hermanos comenzaron a escribir música a grabar  demos en 1983. Grabaron cuatro demos y comenzaron a venderlos a través de conciertos y revistas. En 1986, la banda abrió para el grupo canadiense Daniel Band, en Pottstown, Pensilvania. Esta actuación llamó la atención de un agente de la Refuge Records. Decidieron firmar con su nuevo sello orientado a la música metal. La banda, ya que consiste en guitarrista Steve Osborne, bajista Scott Hall y baterista Stephen Rolland, oficialmente cambió su nombre por el de Bride y comenzaron por grabar Show No Mercy y Live Live to Die en 1986 y 1988, respectivamente.
Después de un cambio en la formación, grabaron Silence Is Madness en 1989. Con su contrato con Refuge a punto de terminar, la banda lanzó End of The Age en 1990, que es un álbum de recopilación de hits de sus tres primeros álbumes. Irónicamente, el álbum, de hecho, marcó el «fin de una era», ya que la banda pasó a cambiar sus raíces de metal a un sonido de rock más suave y adaptado a la corriente principal del rock de la época. Con el bajista Rick Foley y el baterista Jerry McBroom llenando el line-up, y un contrato discográfico con Starsong, la banda lanzó Kinetic Faith en 1991. El álbum tuvo algunos éxitos en la radio comercial, y la banda siguió centrándose en ese camino. En 1992 se anunció que dejarían a Dale y se unirían a Stryper para sustituir a Michael Sweet, pero esto nunca ocurrió. Siguieron con Snakes In The Playground y Scarecrow Messiah antes de lanzar una nueva recopilación llamada Shotgun Wedding y, finalmente, que se separó con Starsong en 1995.
Ese mismo año, la banda decidió firmar un contrato de un disco con una nueva etiqueta llamada Rugged Records. También acogieron con agrado un nuevo bajista, Steve Curtsinger. La banda salió más de su lado pesado y siguió una ruta completamente diferente conDropen 1995. Drop es un álbum de rock alternativo  que incluía banjo y mandolina. Siguiendo las recomendaciones del productor y amigo de John Elefante, la banda pasó a firmar con Organic Records, otra etiqueta. En 1997, lanzaronThe Jesus Experience, que continuó su tendencia de estilo alternativa, sin embargo, con una ligeros tonos grunge y post-grunge. Al año siguiente, lanzaron Oddities. Aunque pretende ser un retorno a sus raíces, el álbum era más bien una mezcla entre el rock alternativo y Hard rock.
Después de algunas diferencias con el sello, la banda pidió ser liberado de su contrato. Algún tiempo después, y McBroom Curtsinger deja la banda para dedicarse a otros proyectos. Ellos fueron reemplazados con Lawrence Bidhop y Michael Loy. Luego de ser recogida por Absolute Records y virando en territorio rapcore, la banda lanzó Fistful Of Beesen 2001. El álbum fue rápidamente desacreditado por los fanes por contener nu metal y elementos rapcore. En 2003 la banda lanzó independientemente This Is It, que marca un regreso a un rock más orientado como el de Snakes In The Playground. Fue re-lanzado en 2006 en virtud del Retrospective Records, digitalmente remasterizada y con bonus tracks y una cubierta nueva. En 2006, publicó Bride Skin For Skin, que regresaron a sus sonidos hard rock similar a anteriores álbumes de Bride. También contiene solos de guitarra del exguitarrista Steve Osborne. El álbum fue alabado por los aficionados de Bride, Scott Waters de  Ultimatum, quien dijo que era «un paso lógico de This Is It y […] un intento honesto y exitoso de progreso sin preocuparse de lo que es popular».
La banda se ha reunido con los antiguos miembros, Jerry McBroom y Steve Osbourne , para grabar su último álbum,Tsar Bomba, que fue lanzado el 27 de octubre de 2009.

### Premios Dove
Bride ya ha recibido cuatro Premios Dove en el Asociación de Música Gospel. Tres fueron para «Mejor Canción de Música Dura» en 1992, 1993 y 1994.

## Miembros de la banda

### Los miembros actuales
- Dale Thompson: vocalista
- Troy Thompson: guitarrista
- G.D Watts: bajista
- Jerry McBroom: baterista (1991-1999)

### Miembros anteriores
- Steve Osbourne: guitarrista (1986-1988, 2006, 2009)
- Scott Hall: bajista (1986-1988)
- Rick Foley: bajista (1991-1994)
- Steve Curtsinger: bajista (1995-1998)
- Stephen Rolland: baterista (1986-1990)
- Frank Partipillo: bajista (1988-1991)
- Michael Loy: baterista (1999-2009)
- Lawrence Bishop: bajista (1999-2009)

## Discografía
Álbumes de Studio
- Show No Mercy (1986, Pure Metal)
- Live To Die (1988, Pure Metal)
- Silence Is Madness (1989, Pure Metal)
- Kinetic Faith (1991, Star Song)
- Snakes In The Playground(1992, Star Song)
- Scarecrow Messiah (1994, Star Song)
- Drop (1995, Rugged Records)
- The Jesus Experience (16 de septiembre de 1997, Organic Records)
- Oddities (23 de noviembre de 1998, Organic Records)
- Fistful Of Bees (2001, Absolute Records)
- This Is It (2003, independiente)
- Skin For Skin (2006, Retroactive Records)
- Tsar Bomba (2009, Retroactive Records)

Compiledos y Otras Presentaciones
- End of the Age (1990, Star Song)
- Snakes in the Playground Special Collector's Edition (1992, Star Song)
- God Gave Rock 'n' Roll to You (1993, Star Song)
- Shotgun Wedding: 11 #1 Hits and Mrs. (1995, Star Song)
- Lost Reels I (1994, independent)
- Lost Reels II (1994, independent)
- I Predict A Clone - Various Artists (1994 REX 41004-2, a tribute to Steve Taylor)
- Lost Reels III (1997, independent)
- Bride Live! Volume I (1999, Old School Records)
- Bride Live Volume II Acoustic (2000)
- Best of Bride (June 27, 2000, Organic Records)
- Live at Cornerstone 2001 (2001, Millennium Eight Records)
- The Matrix Years / Lost Reels (2001, Millennium Eight Records)
- MP3 Major Releases (2001, independent)
- MP3 Independent Releases (2001, independent)
- The Organic Years (2002, Millenium Eight Records)
- Raw (2003, independent 7-track demo)
- This Is It (2006, Retroactive Records w/ bonus tracks)

## ¿Por quéBride(‘Novia’)?
Esta es una referencia a la Esposa de Cristo (Apocalipsis 21:2,9; 22:17), otro nombre para la iglesia de los verdaderos creyentes en Cristo, que se casó con el Señor Jesucristo en el cielo después de la Segunda Venida de Cristo y el creación de un nuevo cielo y la tierra.